# Sahibganj (district)
Sahibganj is een district van de Indiase staat Jharkhand. Het district telt 927.584 inwoners (2001) en heeft een oppervlakte van 1599 km².